# Chandragupta I
Chandragupta I (scrierea Gupta:  Cha-ndra-gu-pta, a domnit c. 319–335/350 d.Hr.) a fost un monarh al Imperiului Gupta, care a cârmuit în nordul și centrul Indiei. Titlul său, Mahārājadhirāja („Marele rege al regilor”), sugerează că el a fost primul conducător suzeran al dinastiei. Nu este sigur cum și-a transformat micul său regat ancestral într-un imperiu, deși o teorie larg acceptată de istoricii moderni este că prin căsătoria cu prințesa Kumaradevi, din familia Licchavi, și-a consolidat puterea politică. Fiul lor, Samudragupta, a extins și mai mult Imperiul Gupta.

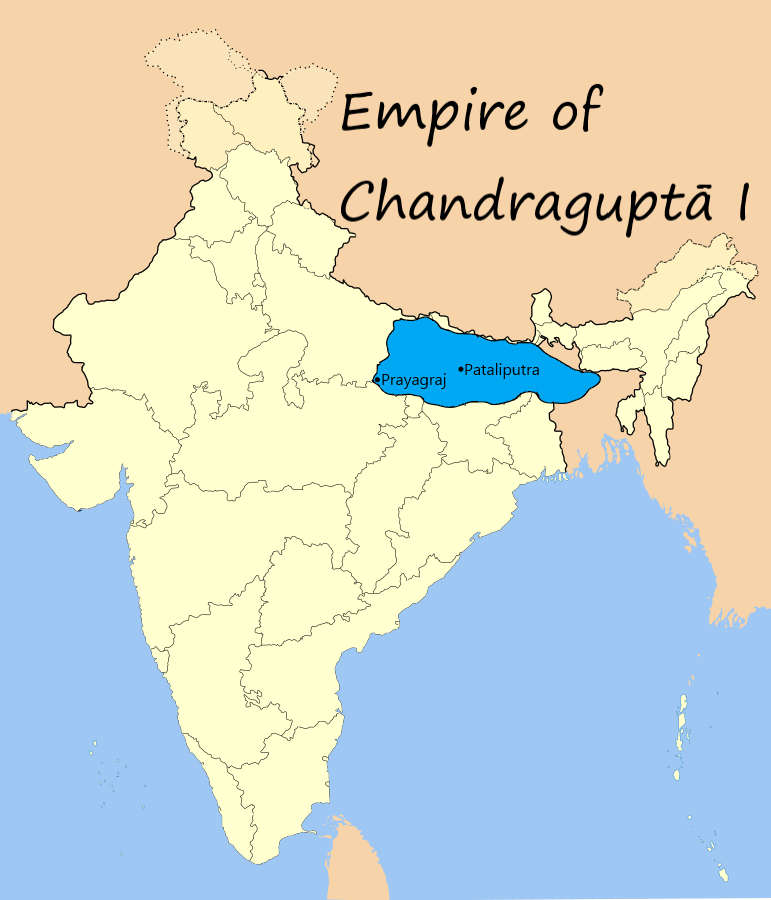
Extinderea posibilă a Imperiului Gupta sub Chandragupta I